# Karen Knorr
Karen Knorr est une taxidermiste photographe née en 1954, de nationalité américaine. Elle revisite avec humour la photographie documentaire qu'elle met en scène. Ses sujets sont le féminisme et le post-colonialisme. Elle vit à Londres. Son œuvre s'inscrit dans le contexte britannique.

## Biographie
Karen Knorr naît à Francfort, avec des ascendances américano-polonaise. Dans les années 1970, elle étudie la photographie dans le New Hampshire (au Franconia College, à Franconia en 1972-1973) , puis à Paris (notamment à l'American College in Paris sur la période 1973-1974) et à Londres (au Harrow College of Art and Design, en 1976-1977, puis au Polytechnic of Central London (PCL), établissement devenu l'Université de Westminster) de 1977 à 1980. 
En 1976-1977, elle réalise aussi une première série photographique, Punks, dans l'underground londonien, avec le photographe suisse Olivier Richon. Cette réalisation lui permet d'être acceptée au PCL dans un cours de photographie animé par l'artiste Victor Burgin, où elle s'imprègne en particulier de la théorie Post-structuraliste. Elle rencontre également l'historien de l'art Simon Watney (en), qui l'initie aux liens entre l'art et la sociologie. Elle complète quelques années plus tard ce parcours universitaire par un passage à l'Université de Derby entre 1988 et 1990.
Durant les décennies 1980, 1990 et 2000, elle réalise un ensemble de photographies organisées en séries. En 1979-1980, la série Belgravia en noir et blanc ressemble à un reportage sur la grande bourgeoisie britannique, sous l'ère du gouvernement de Margaret Tchatcher. Elle associe des textes ironiques et humoristiques. Elle revisite l'approche documentaire de la photographie. « Je voulais créer un documentaire social d'un autre type, qui ne tombe pas dans les théories naïves du réalisme réflexif », explique-t-elle.  
Dans le même esprit, la série Gentlemen, en 1981-1983, est centrée sur les clubs masculins de la bonne société et leurs rites, dans ces lieux réservés à des privilégiés qui y renforcent leurs réseaux. Elle y examine les valeurs patriarcales et conservatrices de la Grande-Bretagne. Dans Country Life, réalisée en 1983 et 1984, elle scrute les parcs, jardins et cottages de cette partie de la société et tente d'y déceler, avec humour, des soupçons de désirs de meurtre. 
D'autres séries recourent également à des mises en scènes d'animaux, même s'ils sont empaillés, et utilisent aussi, au moins partiellement, l'espace muséal, comme Fables (2004-2008), avec, par exemple, un lézard, des escargots, des papillons ou des oiseaux dans la Grande Singerie du château de Chantilly (boudoir décoré de peintures sur lambris représentant notamment des singes), ou encore un écureuil et des rats dans le Salon Demarteau du musée Carnavalet. 
La série India Song se démarque un peu, tout en reprenant des éléments de son imaginaire. Elle a souhaité faire une série photographique sur l'Inde qui ne soit pas un énième reportage sur la pauvreté, dans ce pays au passé riche. Elle associe dans cette série, par des montages (technique qu'elle a aussi utilisé ponctuellement dans les séries précédentes, pour se moquer du réalisme des photos) des images d'animaux tels que des éléphants, des perroquets, des singes, des tigres, des antilopes, des grues cendrées, etc., à des intérieurs de lieux du patrimoine indien.
Elle est professeure de photographie à l'université des arts créatifs de Farnham, au sud-est de l'Angleterre.

## Séries Photographiques
- 1976-77 : Punks
- 1979-80 : Belgravia
- 1981-83 : Gentlemen
- 1983-84 : Country Life
- 1986-90 : Connoisseurs
- 1993-94 :  The Virtues and the Delights
- 1994-05 : Academies
- 2001 : Spirits
- 2002 : The Venery
- 2004-2008 : Fables
- 2008-2014 : India Song

## Vidéo
- 1995 : Being for Another
- 1997 : Portrait of an Artist
- 1998 : Visitors
- 1998 : Lessons
- 2001 : Origin
- 2001 : Lure
- 2002 : The Venery

## Installation (sélection)
- 2001 : When will we ever learn ?
- 1999 : Sibyl's song
- 1994 : Virtues and delights